# Schronisko Północne przy Kołodziejówce
Schronisko Północne przy Kołodziejówce – jaskinia typu schronisko w miejscowości Sąspów w województwie małopolskim, w powiecie krakowskim, w gminie Jerzmanowice-Przeginia, w skale Kołodziejówka.

## Opis obiektu
Skała Kołodziejówka znajduje się w najwyższej części orograficznie prawych zboczy wąwozu Babie Doły. Wąwóz ten ma wylot we wsi Sułoszowa i na jej terenie znajduje się większa jego część, ale najwyższe partie wąwozu są już w Sąspowie. Schronisko znajduje się 14 m nad dnem wąwozu, u północno-zachodniej podstawy skały Kołodziejówka. Ma trójkątny otwór wysokości 1,2 m i szerokości u podstawy1,2 m. Znajduje się za nim płytka nyża o poziomym dnie, przechodząca w ciasny korytarz, na końcu rozszerzający się. Wychodzi z niego prowadząca ku powierzchni szczelina o szerokości 10 cm. Prawdopodobnie schronisko było połączone ze znajdującym się po przeciwnej stronie Schroniskiem Południowym przy Kołodziejówce, ale połączenie uległo zamuleniu i zagruzowaniu.
Schronisko powstało wzdłuż pionowych szczelin ciosowych w wapieniach skalistych z późnej jury. Jego namulisko składa się z wapiennego gruzu zmieszanego z próchnicą i warstwą liści. Jest suche, oświetlone rozproszonym światłem słonecznym, bez nacieków. Ściany przy otworze porastają glony.

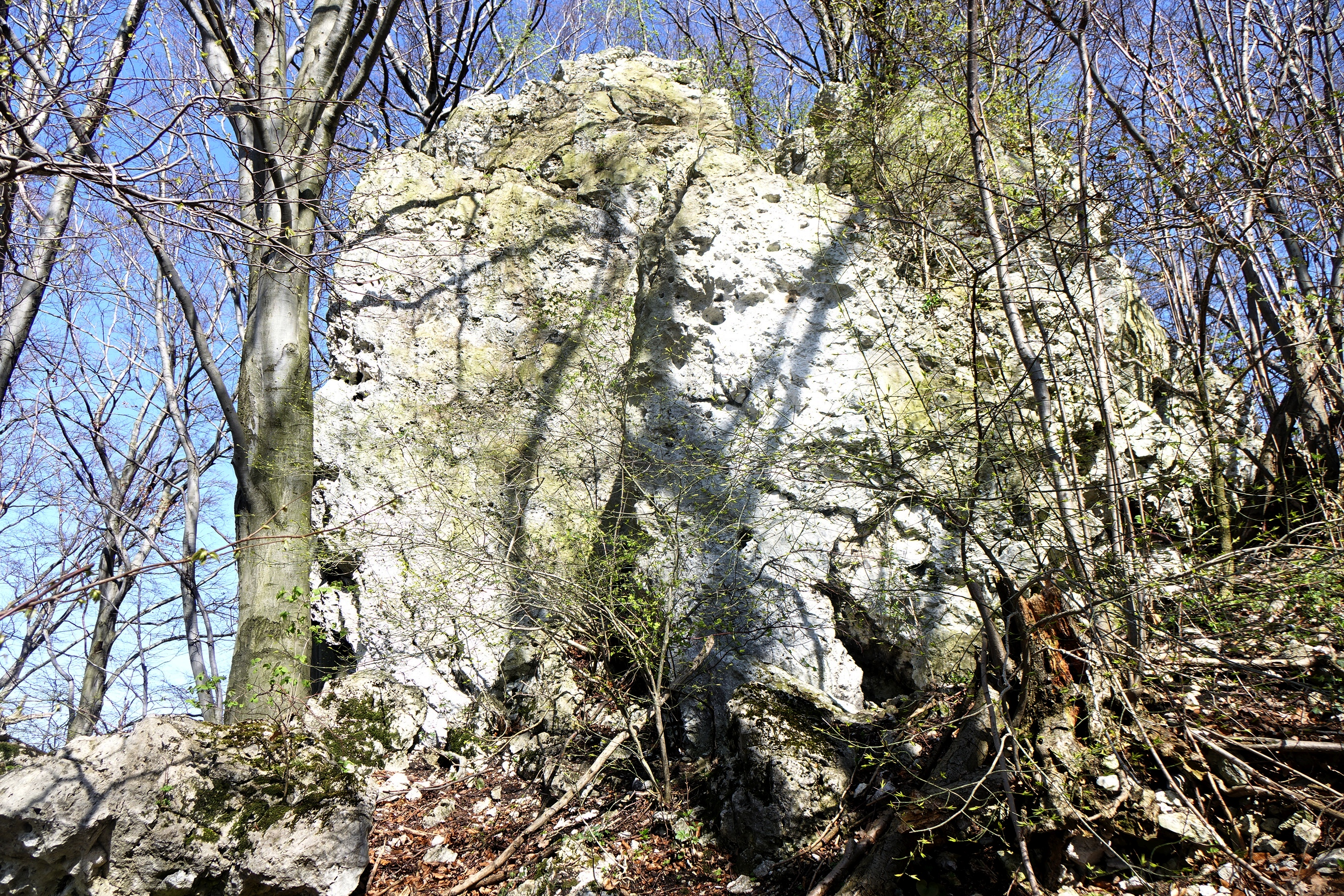
Północno-zachodnia ściana Kołodziejówki z otworem schroniska